# Mehdīlū
Mehdīlū (persiska: مَهدينلو, Mahdīnlū, مِهدينلو, مهدیلو) är en ort i Iran.   Den ligger i provinsen Östazarbaijan, i den nordvästra delen av landet, 500 km nordväst om huvudstaden Teheran. Mehdīlū ligger 1 287 meter över havet och antalet invånare är 741.
Terrängen runt Mehdīlū är platt. Runt Mehdīlū är det tätbefolkat, med 459 invånare per kvadratkilometer. Närmaste större samhälle är Īlkhchī, 8,6 km sydost om Mehdīlū. Trakten runt Mehdīlū består till största delen av jordbruksmark.